# فقرة صدرية
فقرة صدرية (بالإنجليزية: Thoracic vertebrae)‏ هي إحدى فقرات العمود الفقري وعددها (12) فقرة تقع بين الفقرات العنقية والقطنية. تمتاز هذه الفقرات بالزيادة في حجمها تدرجاً من الأعلى إلى الأسفل إذ تكون الفقرة الثانية عشر أكبرها حجماً ولا توجد فتحة في النتوء المستعرض كما في الفقرات العنقية وتتمفصل هذه الفقرات مع الأضلاع. حيث يتمفصل رأس كل ضلع مع جسم فقرتين أحدهما موافقة للضلع بالعدد والأخرى تسبق الضلع عدداً، كما أن درنة الضلع تتمفصل مع القسم الأمامي للنتوء المستعرض للفقرة التي تحمل نفس رقم الضلع ومن هذا الترابط يترك وجيهان هلاليان الشكل علويان وسفليان عند جانبي الحافة العليا والسفلى لجسم الفقرة كما يترك وجيه مفصلي على القسم الأمامي للنتوء المستعرض وبهذه الصفات تتصف الفقرات الصدرية.
يكون النتوء الشوكي طويلاً ومائلاً إلى الأسفل وهي متقاربة لبعضها أما الفتحة الفقرية فهي شبة دائرية.
هنالك اختلافات بسيطة بين هذه الفقرات فالفقرة الصدرية الأولى تحمل وجيه مفصلي كامل الاستدارة عند الحافة العليا من كل جانب لتمفصل الضلع الأول ثم وجيهين هلالي الشكل عند الحافة السفلى اما نتوءها الشوكي فطويل وموازي لسطح الأرض.
والفقرة الصدرية التاسعة غالباً لا يتمفصل معها الضلع العاشر لذا تحمل فقط وجهين هلالي الشكل عند الحافة العليا فقط ولا تحمل وجيهان عند الحافة السفلى. والفقرة العاشرة تحمل وجيهين كاملي الاستدارة عند الحافة العليا فقط، لان الضلع الحادي عشر لا يرتبط بها لذا لا تحمل وجيهين مفصليين عند الحافة السفلى. أما الفقرة الحادية عشرة والثانية عشرة فتحمل كل منهما وجيهين منفصلين كاملي الأستدارة عند الحافة العليا لان الضلعين الحادي عشر والثاني عشر يتمفصلان كل مع فقرته الموافقة له بالعدد فقط لذا لا تحمل هاتان الفقرتان أوجه مفصلية عند الحافة السفلى اما النتوء المستعرض في كل منها فهو صغير ولا يوجد به وجيه مفصلي لان الضلع الحادي عشر والثاني عشر اضلاعة سائبة، ولا توجد بهما درنة ويمتاز جسم الفقرة الصدرية الثانية عشرة بكبر حجمها والذي يشبه حجم الفقرات القطنية وهي أكبر الفقرات الصدرية وأكبر الفقرات التي تعلوها بالعمود الفقري.

## صور إضافية

موضع الفقرات الصدرية (موضح باللون الأحمر).
موضع الفقرات الصدرية (موضح باللون الأحمر).
موضع الفقرات الصدرية (موضح باللون الأحمر).
موضع الفقرات الصدرية (موضح باللون الأحمر).
شكل الفقرات الصدرية موضح باللون الأزرق والأصفر. (صورة من أعلى)
شكل الفقرات الصدرية موضح باللون الأزرق والأصفر. (صورة من أسفل)
شكل الفقرات الصدرية موضح باللون الأزرق والأصفر.
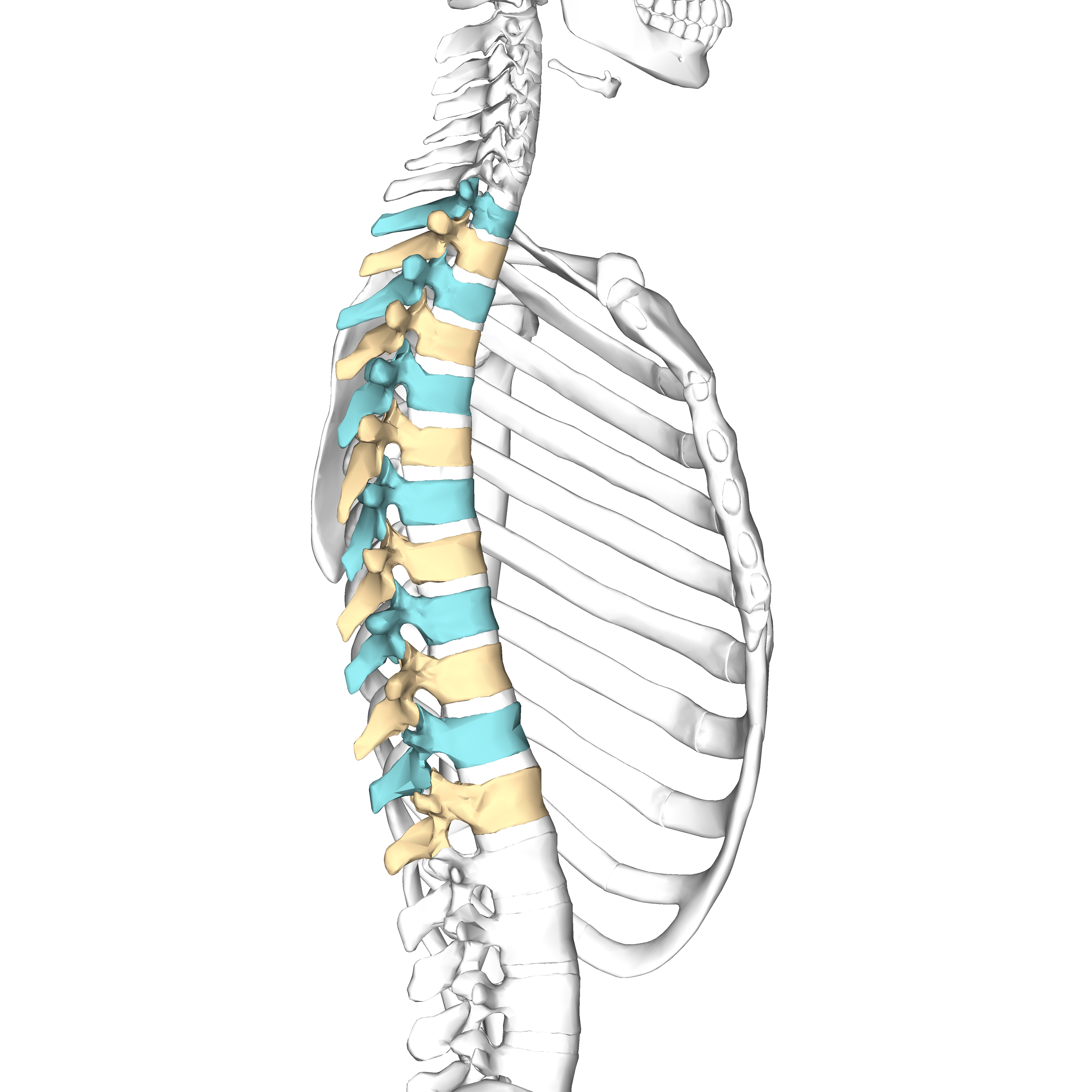
السطح الجانبي للفقرات الصدرية (موضح بالأزرق والأصفر). النصف الأيمن من الهيكل العظمي الصدري لا يظهر.
العمود الفقري.
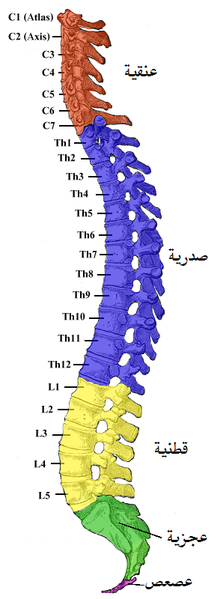
العمود الفقري.
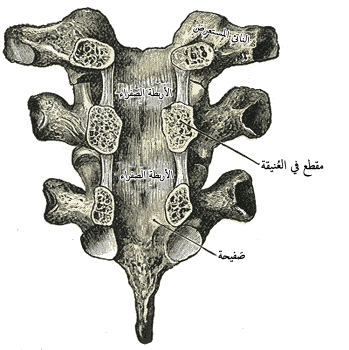
أقواس العمود الفقري لثلاث فقرات صدرية من الأمام.
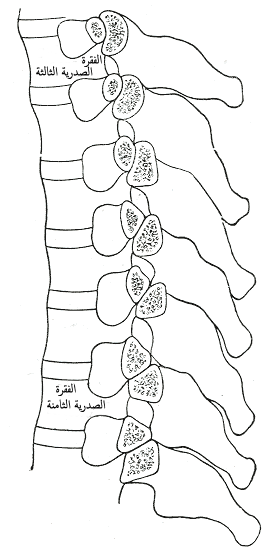
قطاع من المفاصل الضلعية المستعرضية من الفقرة الثالثة إلى التاسعة.
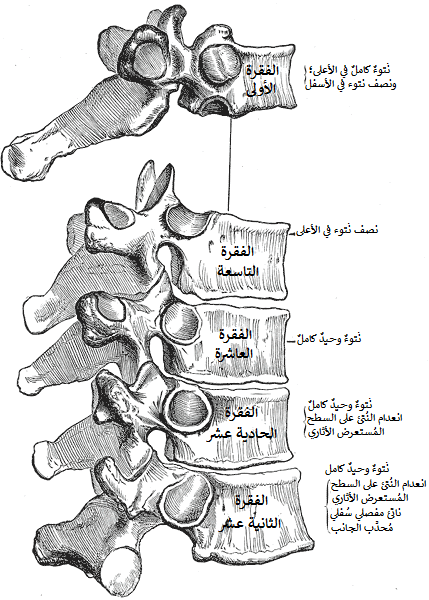
الفقرة الأولى والفقرات من التاسعة إلى الثانية عشرة لديهم بعض الخصوصيات.
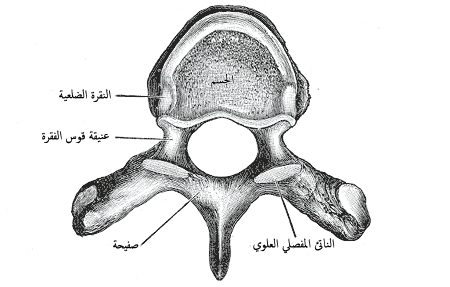
فقرة صدرية من أعلى.
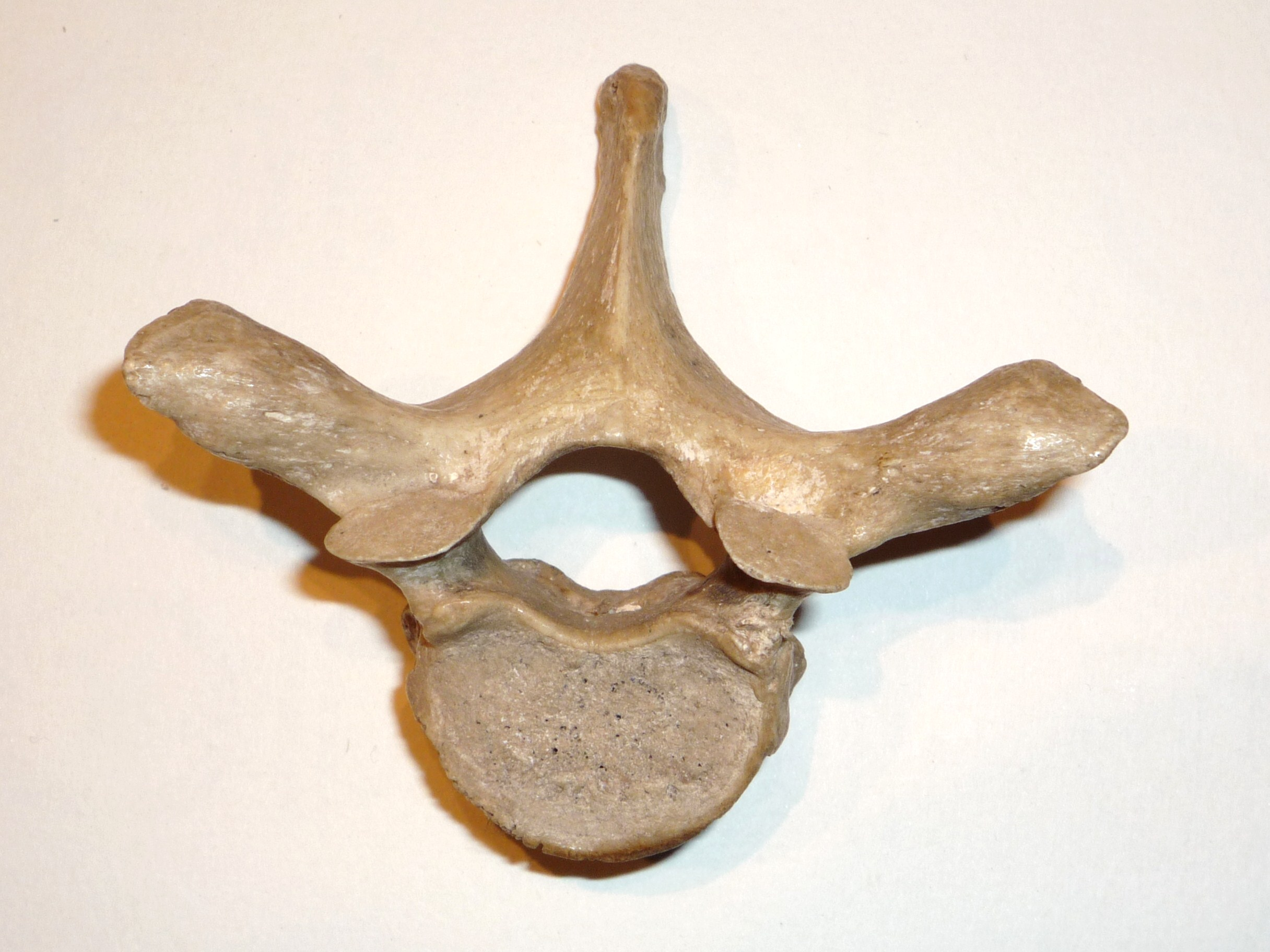
فقرة صدرية من أعلى.
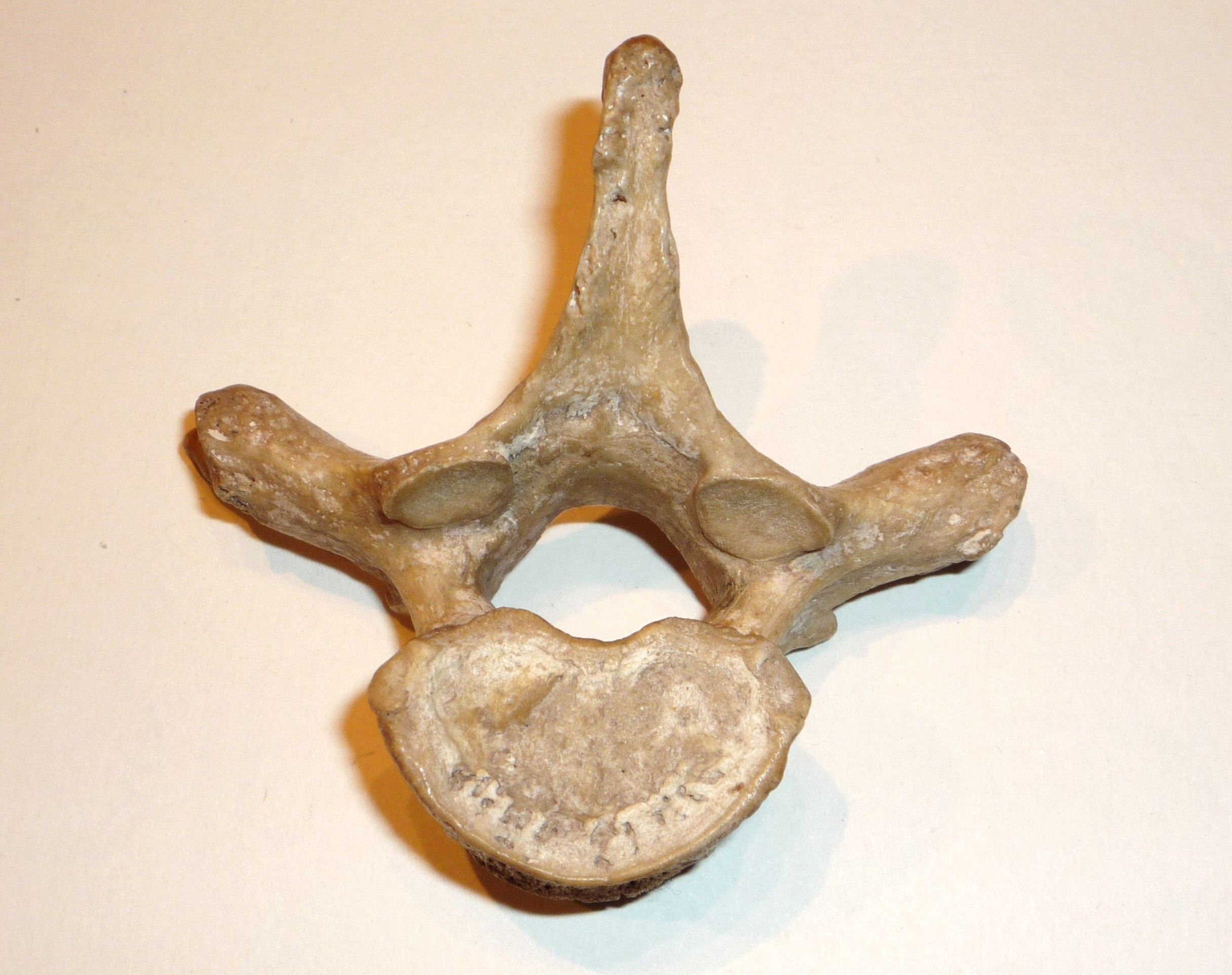
فقرة صدرية من أسفل.
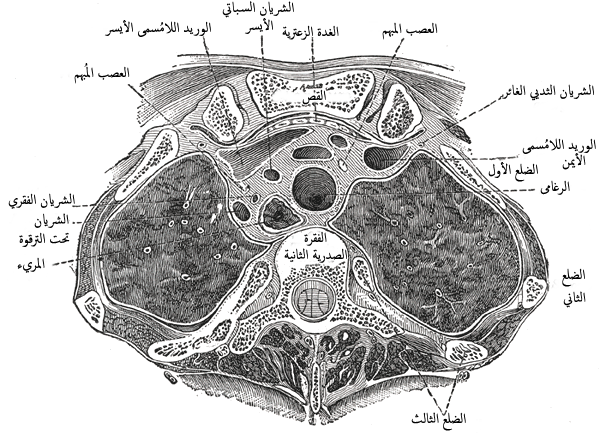
مقطع عرضي في الحافة العلوية للفقرة الصدرية الثانية.
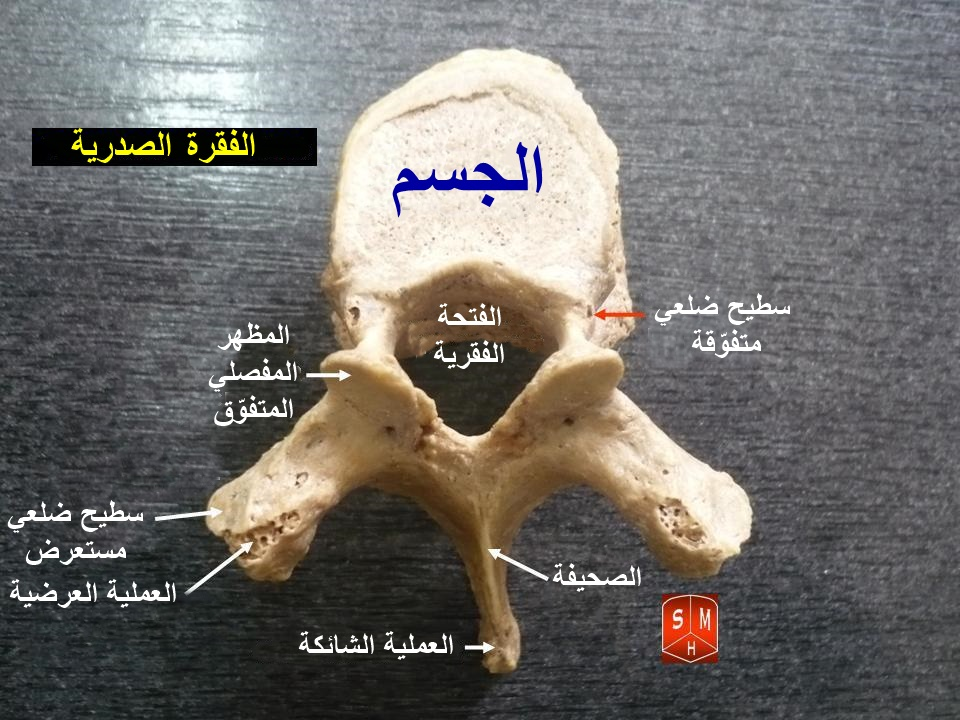
فقرة صدرية.